# Bryan Smolinski

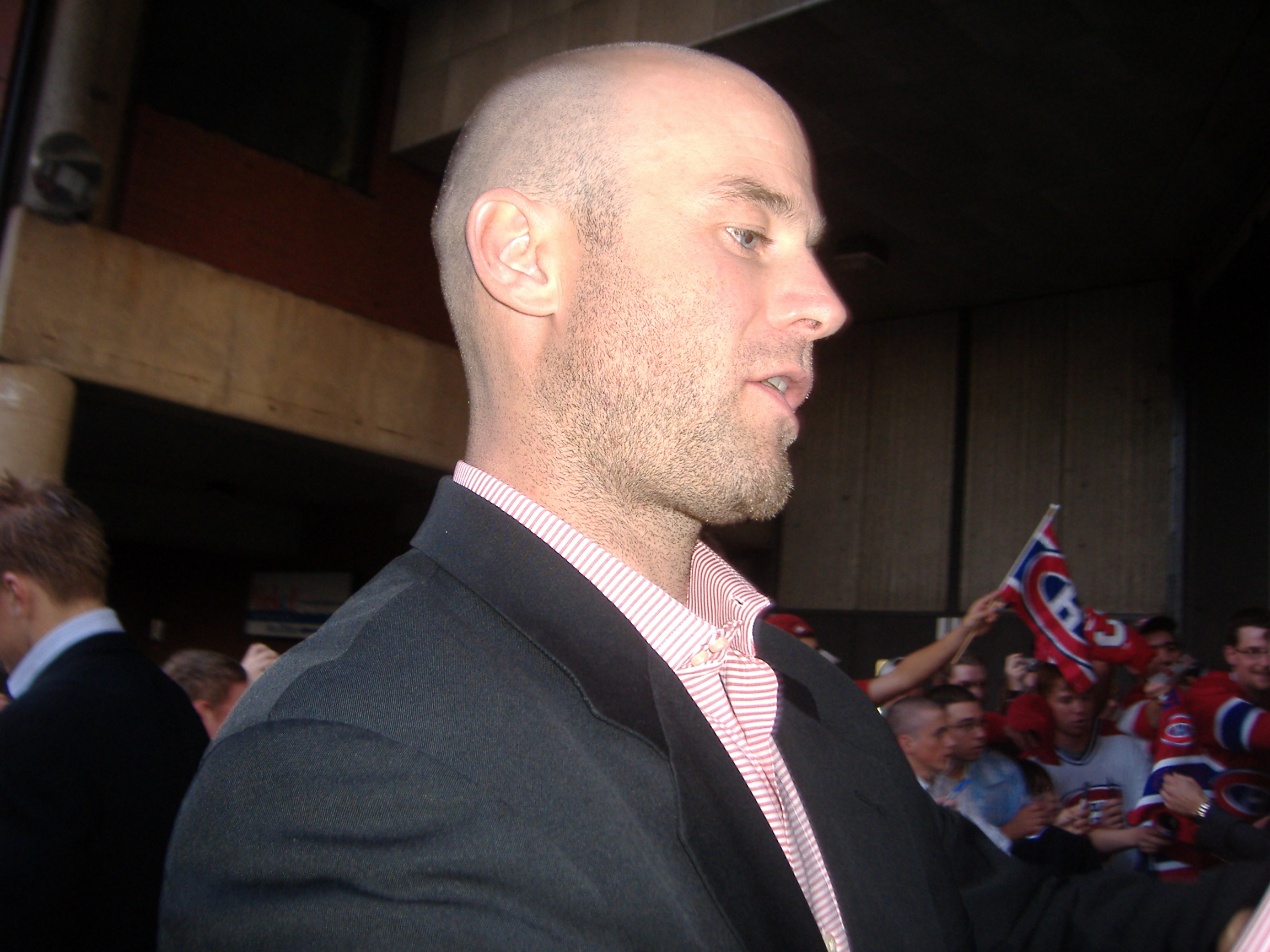
Bryan Smolinski

Bryan Anthony Smolinski, född 27 december 1971 i Toledo i Ohio, är en amerikansk ishockeyspelare  som har representerat NHL-klubbarna i Boston Bruins, Pittsburgh Penguins, New York Islanders, Los Angeles Kings, Ottawa Senators, Chicago Blackhawks, Vancouver Canucks och Montreal Canadiens. Han listades som den 21:e spelaren totalt i NHL-Draften 1990 av Boston Bruins.

## Karriären i NHL
Efter att han spelat collegehockey i fyra år så anslöt Smolinski säsongen 1992/1993 till Boston Bruins, under den första säsongen skulle han bara spela 9 matcher. Men under säsongen därpå skulle han få spela 83 matcher och noterades för 31 mål och 51 poäng. Under året 1995 byte Boston bort Smolinski tillsammans med Glen Murray till Pittsburgh Penguins i utbytte mot Kevin Stevens och Shawn McEachern.
Smolinski tillbringade bara en säsong i Penguins men det blev en framgångsrik säsong. På 81 matcher gjorde han 24 mål och 64 poäng. Dock kunde inte Smolinski och Penguins enas om ett nytt kontrakt under försäsongen 1996/1997. Det resulterade i att Smolinski startade säsongen med att spela för Detroit Vipers i IHL. I november 1996 valde till slut Pittsburgh Penguins att byta bort Smolinski till New York Islanders mot backen Darius Kasparaitis och rookien Andreas Johansson.
I Islanders skulle han spela tre säsonger och det var säsongen 1996/1997 som var den bästa då han noterades för 28 mål och 56 poäng på 64 matcher. I juni 1999 skulle Smolinski ingå i en stortrade med Los Angeles Kings. Han själv skulle tillsammans med Žigmund Pálffy och målvakten Marcel Cousineau bli bortbytt mot spelarna Olli Jokinen, Josh Green och Mathieu Biron. Efter fyra stabila säsonger i Kings blev han återigen bortbytt, där har gången till Ottawa Senators.
Det blev bara två säsonger i Ottawa, under försäsongen 2006/2007 skulle han och Martin Havlát ingå i en trevägsdeal med Chicago Blackhawks och San Jose Sharks, där Smolinski och Havlat hamnade i Blackhawks. Men även den här gången skulle han få flytta på sig igen, efter 62 matcher valde Blackhawks att byta bort honom till Vancouver Canucks. Smolinski skulle spela ytterligare en säsong i NHL, under sommaren 2007 skrev han på ett kontrakt med Montreal Canadiens. I en match mot Boston skulle han spela sin 1000 NHL-match.

## Efter NHL
Bryan Smolinski har egentligen inte annonserat att han har lagt av med hockeyn. Men han har inte spelat i NHL sen säsongen 2007/2008. Han har dock representerat IHL-laget Port Huron IceHawks och AHL-laget Milwaukee Admirals. Hans NHL-statistik står för tillfället på 1056 matcher, 274 mål, 377 assist och total 651 poäng. Han representerade total 8 NHL-klubbar.

## NHL klubbar i karriären
- Montreal Canadiens
- Vancouver Canucks
- Chicago Blackhawks
- Ottawa Senators
- Los Angeles Kings
- New York Islanders
- Pittsburgh Penguins
- Boston Bruins